# Округ Бартон (Канзас)
Округ Бартон (енгл. Barton County) је округ у америчкој савезној држави Канзас. По попису из 2010. године број становника је 27.674. Седиште округа је град Грејт Бенд.

## Демографија
Према попису становништва из 2010. у округу је живело 27.674 становника, што је 531 (1,9%) становника мање него 2000. године.
| Група             | 2000.          | 2010.          |
| Белци             | 25.094 (89,0%) | 23.092 (83,4%) |
| Афроамериканци    | 323 (1,1%)     | 399 (1,4%)     |
| Азијати           | 66 (0,2%)      | 54 (0,2%)      |
| Хиспаноамериканци | 2.344 (8,3%)   | 3.683 (13,3%)  |
| Укупно            | 28.205         | 27.674         |